# Employment
Employment es el álbum de debut de la banda británica de indie rock Kaiser Chiefs, producido por la discográfica B-Unique Records. Fue lanzado el 7 de marzo de 2005, y llegó a la tercera posición el 13 de marzo de 2005 en el Reino Unido. El álbum logró vender más de 3 millones de copias a nivel mundial. Las pistas "I Predict a Riot", "Oh My God", "Everyday I Love You Less and Less" y "Modern Way" fueron lanzadas como sencillos.

## Lista de canciones
Todas las canciones por Ricky Wilson, Andrew White, Simon Rix, Nick Baines y Nick Hodgson. Pista 12 omitida en algunos territorios.
1. "Everyday I Love You Less and Less" - 3:37
2. "I Predict a Riot" - 3:53
3. "Modern Way" - 4:03
4. "Na Na Na Na Naa" - 3:01
5. "You Can Have It All" - 4:35
6. "Oh My God" - 3:35
7. "Born To Be A Dancer" - 3:30
8. "Saturday Night" - 3:27
9. "What Did I Ever Give You?" - 4:09
10. "Time Honoured Tradition" - 2:45
11. "Caroline, Yes" - 4:13
12. "Team Mate" - 3:24

### Disco bono de edición limitada
Disco en vivo grabado entre mayo de 2004 y enero de 2005.
1. "Hard Times Send Me" - 2:47
2. "Modern Way" - 3:55
3. "I Predict A Riot" - 4:01
4. "Time Honoured Tradition" - 3:13
5. "Na Na Na Na Naa" - 3:09
6. "Oh My God" - 3:40

Accediendo a este disco desde una unidad CD-ROM en un ordenador se puede entrar a un micrositio especial de Kaiser Chiefs. El sitio web tiene 2 pistas en vivo adicionales y un stream de una tercera.
1. "You Can Have It All" - 4.21
2. "Saturday Night" - 3.02
3. "Everyday I Love You Less And Less" (Stream'

## Trivia
La motocicleta que aparece al principio de "Saturday Night" es propiedad de (e "interpretada" por) Graham Coxon. Las notas del álbum le dan crédito como "Graham Coxon's motorbike, (1935 Kaiser 'Chief' 750cc Manx TT Works Racer) appears courtesy of Transcopic Records" (La motocicleta de Graham Coxon, una Kaiser 'Chief' 750cc Manx TT Works Racer de 1935, aparece cortesía de Transcopic Records).
- Datos: Q1339409